# Kopytko (skała)

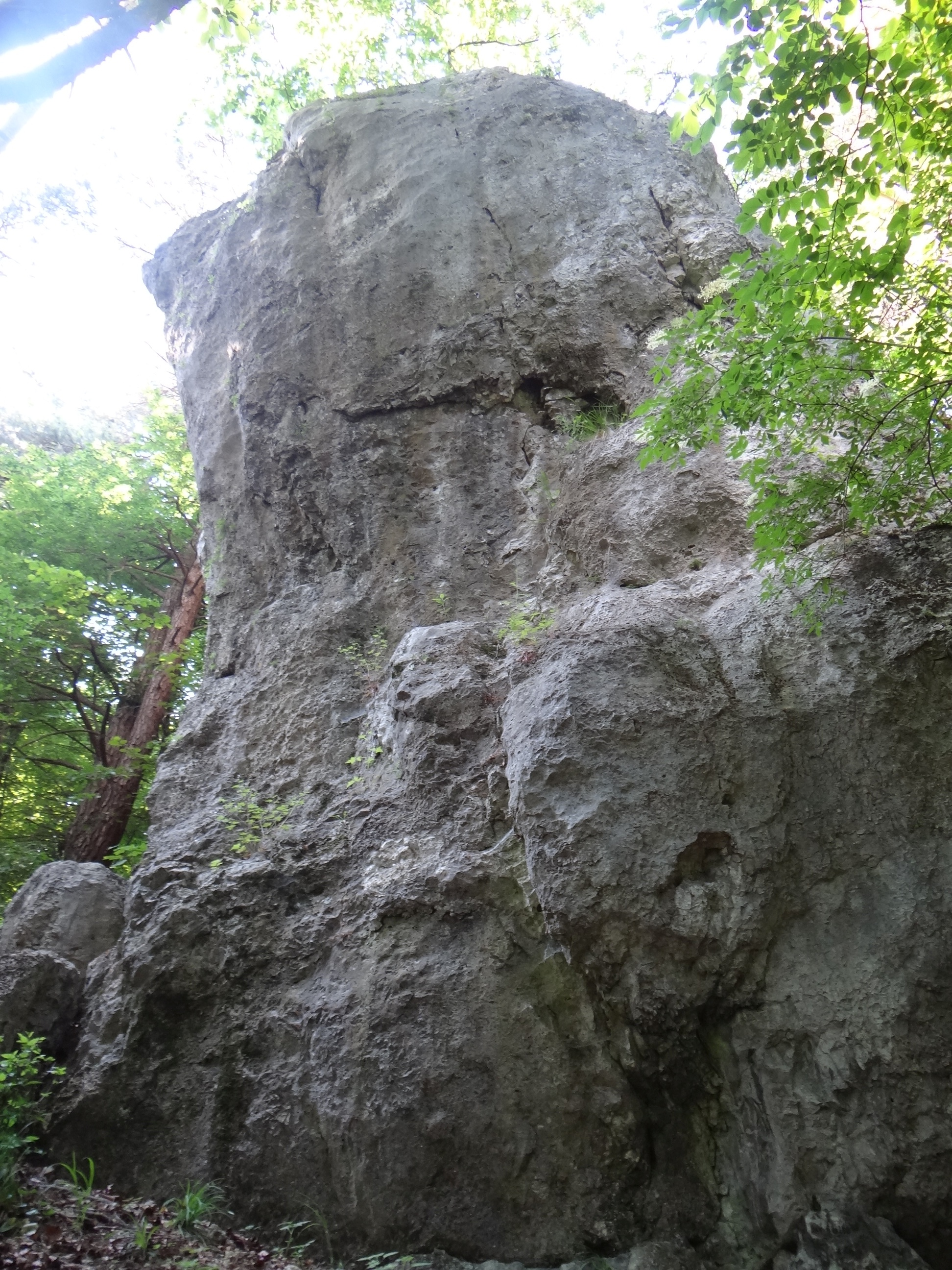

Kopytko – skała we wsi Rodaki w województwie małopolskim, w powiecie olkuskim, w północnej części gminy Klucze, na Wyżynie Częstochowskiej będącej częścią Wyżyny Krakowsko-Częstochowskiej.
Na południowych stokach wzniesienia Świniuszka, nieco poniżej partii szczytowych, znajduje się rząd skał zbudowanych z twardych wapieni skalistych. Najwybitniejsza z nich to skała Półtusze. 50 m poniżej niej jest skała Kopytko. Na obydwu tych skałach uprawiana jest wspinaczka skalna. Na Kopytku są 4 drogi wspinaczkowe o trudności od IV+ do VI.2+ w skali Kurtyki oraz jeden projekt. 3 z nich mają zamontowane stałe punkty asekuracyjne: plakietki (p) i bolty zjazdowe (b), na pozostałych wspinaczka tradycyjna (trad).
1. Wejściówka; IV+, trad
2. Emfatyczna inkrustacja; VI.1, 3p +b
3. Antagoniczna homeostaza VI.2/2+, 4p + b
4. Projekt otwarty
5. Diachroniczny chaos; VI.2+, 3p +b[1].

Drogi wspinaczkowe poprowadzono tu w 2017 roku. Wśród wspinaczy skalnych Kopytko jest mało popularne. Wraz z innymi skałami wchodzi w skład geostanowiska Skały na Górze Świniuszka.

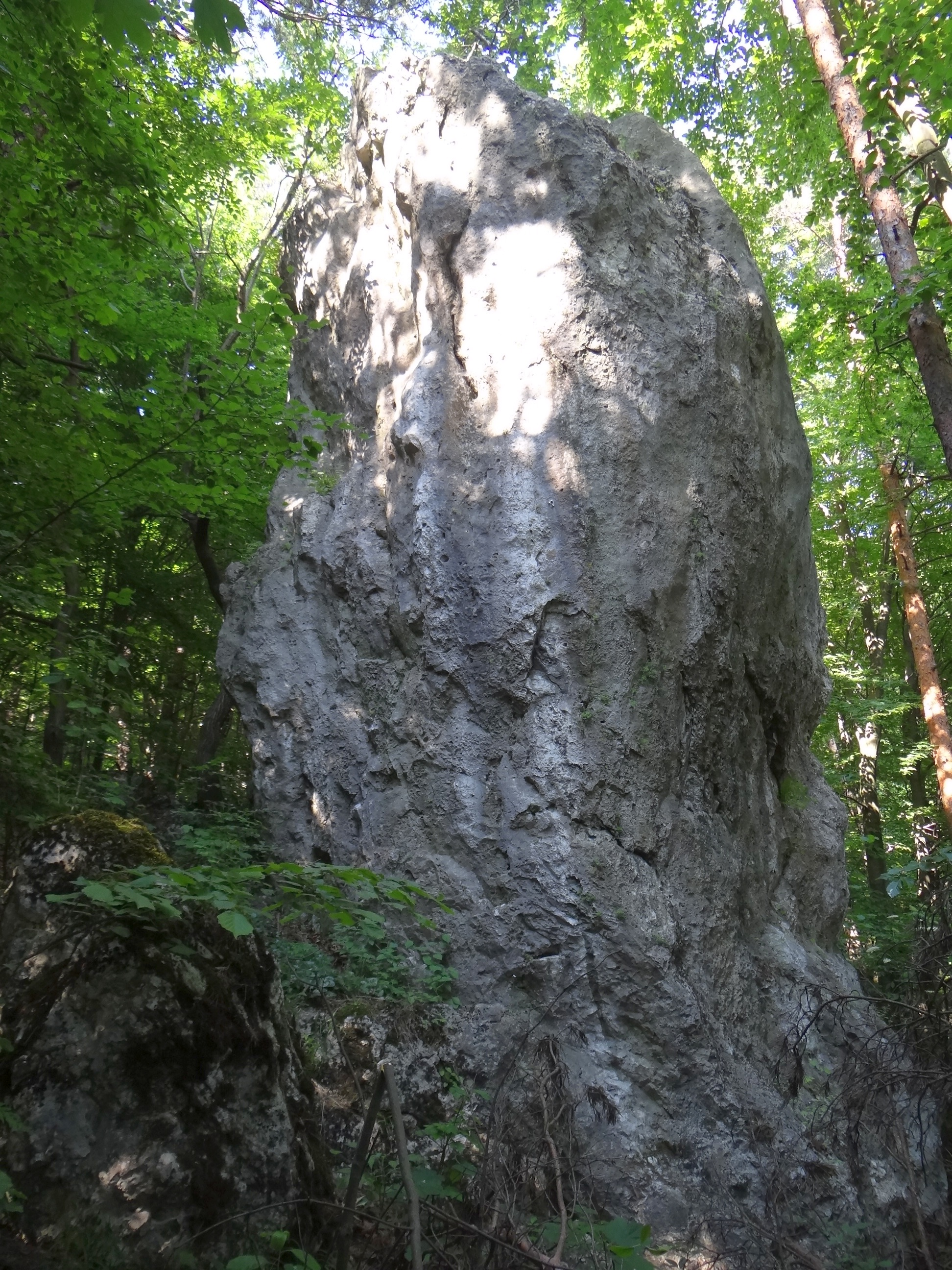